# Бойко Петро Дмитрович
Петро Дмитрович Бойко (нар. 1893, Харківська губернія — розстріляний 1937, Одеса) — український радянський діяч, голова Ізюмського і Сталінського окрвиконкомів, голова Одеського облвиконкому, уповноважений Народного комісаріату зв'язку СРСР при РНК Української СРР. Член Ревізійної Комісії КП(б)У в червні 1930 — січні 1934 р. Кандидат у члени ЦК КП(б)У в січні 1934 — травні 1937 р.

## Біографія
Народився у родині селян-бідняків. З юних років наймитував. У 1908—1913 роках — шахтар на Донбасі.
У 1913—1917 роках — в російській імператорській армії, учасник Першої світової війни. З 1917 року — у Червоній гвардії. У 1918—1925 роках — в Червоній армії на командних політичних посадах.
Член РКП(б) з 1919 року.
У 1924—1926 роках — голова виконавчого комітету Ізюмської окружної ради.
У 1928—1930 роках — голова виконавчого комітету Сталінської окружної ради.
У 1930—1932 роках — заступник уповноваженого Народного комісаріату зв'язку СРСР при РНК Української СРР.
У березні 1932 — 1935 роках — уповноважений Народного комісаріату зв'язку СРСР при РНК Української СРР.
8 грудня 1935 — травень 1937 року — голова виконавчого комітету Одеської обласної ради.
1937 року заарештований органами НКВС. У вересні 1937 року засуджений до розстрілу. Посмертно реабілітований.

## Нагороди
- орден Червоного Прапора
- почесна грамота ВУЦВК УСРР